# Večeri Antuna Dobronića
Dani Antuna Dobronića je kulturna manifestacija koja se održava godišnje u Jelsi na otoku Hvaru. 
Održavaju se od 1993. godine, svake godine od 20. srpnja do 20. kolovoza.
Organizira ju ogranak Matice hrvatske u Jelsi.
Mjesto održavanja je trg sv. Ivana u Jelsi i u župnoj crkvi Uznesenja Marijina. 
Na manifestaciji se izvode koncerti komorne glazbe, a osim njih, na programu su literarni programi, predstavljanje knjiga, folklorni, glazbeno-scenski i dramski sadržaji.
Manifestacija se zove po hrvatskom skladatelju Antunu Dobroniću, čijim je djelima i posvećena. Osim Dobronićevih djela, na ovim se danima izvode i djela inih hrvatskih skladatelja. Glazbeno-dramski program daje veliko mjesto amaterizmu, a literarni program osobito njeguje čakavsko pjesništvo otoka Hvara.

## Vanjske poveznice
- Jelsa[neaktivna poveznica] Večeri Antuna Dobronića - skladbe izvedene na Večerima
- TZ Jelsa  Arhivirana inačica izvorne stranice od 5. ožujka 2016. (Wayback Machine)Večeri Antuna Dobronića